# Deborah Ochs
Deborah Lynn „Debra“ Ochs (* 30. Januar 1966 in Howell, Michigan) ist eine ehemalige US-amerikanische Bogenschützin.

## Karriere
Deborah Ochs erzielte ihren ersten internationalen Erfolg bei den Panamerikanischen Spielen 1983 in Caracas, wo sie mit der Mannschaft um im Einzel auf der 50-Meter-Distanz jeweils die Goldmedaille gewann. Darüber hinaus sicherte sie sich für die 60- und die 70-Meter-Distanz sowie im allgemeinen Einzelwettkampf jeweils Silber. Ochs gehörte zum US-amerikanischen Aufgebot bei den Olympischen Spielen 1988 in Seoul, als der Mannschaftswettbewerb im Bogenschießen sein Debüt im olympischen Wettkampfprogramm gab. Im Einzel kam Ochs zunächst nicht über die erste Runde hinaus, die sie mit 1227 Punkten auf dem 26. Platz beendete. Mit der Mannschaft, die außerdem Melanie Skillman und Denise Parker umfasste, schaffte sie dagegen den Finaleinzug. Die US-Amerikanerinnen schlossen den Wettkampf mit 952 Punkten ab und waren damit wie die Indonesierinnen punktgleich hinter dem siegreichen Team aus Südkorea, die 982 Punkte erzielt hatten. Im Stechen um die Silbermedaille unterlagen Ochs, Skillman und Parker mit 67:72 gegen Indonesien und erhielt somit Bronze. Ein Jahr später wurde Ochs in Lausanne mit der Mannschaft Vizeweltmeisterin. 1987 wurde sie US-amerikanische Meisterin.
Ochs besuchte die Arizona State University und gewann während ihrer Studienzeit mehrere Collegemeisterschaften.